# Hnabi
Hnabi, a volte chiamato anche Nebi, (710/715 – 785/788) fu un conte o duca alemannico.

## Biografia
Era il figlio del principe degli Alemanni Huoching, a sua volta figlio del duca Gotfrido, che probabilmente apparteneva alla famiglia Agilolfingi. Intorno al 724, Hnabi fu uno dei fondatori del monastero di Reichenau insieme al conte Bertoldo, il capostipite della stirpe degli Ahalolfingi. Nel Verbrüderungsbuch di Reichenau, egli è segnalato con il titolo di Graf (conte).
Con sua moglie Hereswind, Hnabi ebbe almeno due figli:
- Roadbert (Roberto I), nel 770 Graf (conte) ad Hegau;
- Emma († 784/786), che sposò Geroldo di Anglachgau (della stirpe dei Geroldini e antenato degli Udalrichingi e Corradinidi): la loro figlia fu Ildegarda (758-783), terza moglie di Carlo Magno[2].

La genealogia della regina Ildegarda è registrata nella Vita Hludowici Imperatoris del IX secolo di Thegan di Treviri: "il duca Gotfrido generò Huoching, Huoching generò Hnabi, Hnabi generò Emma, Emma stessa la regina più benedetta Ildegarda" (Gotfridus dux genuit Huochingum, Huochingus genuit Nebi, Nebi genuit Immam, Imma vero Hiltigardem beatissimam reginam). Gli studiosi hanno messo in dubbio che Huoching sia figlio di Gotfrido, paragonando la coppia padre-figlio di Huoching e Hnabi a quella di Hoc e Hnaef nella tradizione anglosassone.